# Alexander Naumann (Schachspieler)
Alexander Naumann (* 17. Februar 1979 in Magdeburg) ist ein deutscher Schachspieler.

## Leben
Naumann hatte seine schachlichen Wurzeln beim Verein Chemie Wolfen-Nord. Seit Ende der 1980er Jahre gehörte er zunächst in der DDR und später im vereinigten Deutschland zu den stärksten Schachspielern seiner Altersklasse. Er gewann 1992 die Deutsche Meisterschaft in der Altersklasse U15 und 1997 die Deutsche Meisterschaft in der Altersklasse U20 und nahm an mehreren Jugendwelt- und -europameisterschaften mit guten Ergebnissen teil, wie 1992 bei der WM-U14 in Duisburg. In Bratislava 1993 sprang er in die Weltspitze mit einem 5. Platz bei der WM-U14, Péter Lékó wurde Zweiter. 1994 bei der WM-U16 in Szeged (Ungarn) belegte er den 4. Platz.
In der Saison 1992/93 war Naumann erstmals Stammspieler in der 2. Bundesliga beim SK Dessau. Von 1996 bis 1999 spielte er beim USC Magdeburg in der ersten und zweiten Bundesliga. Seit 1999 gehört er zur Bundesligamannschaft der Schachgesellschaft Solingen, mit der er 2016 deutscher Mannschaftsmeister wurde und auch dreimal am European Club Cup teilnahm. In der österreichischen 1. Bundesliga spielte er von 2000 bis 2013 für den SK Hohenems, mit dem er 2004 österreichischer Mannschaftsmeister wurde und zweimal am European Club Cup teilnahm. Seit der Saison 2014/15 spielt er für den SC MPÖ Maria Saal und wurde mit diesem 2016 österreichischer Mannschaftsmeister.
In der niederländischen Meesterklasse spielte er in der Saison 2005/06 für Homburg Apeldoorn und in der Saison 2009/10 für hotels.nl/Groningen.
Im Jahre 2002 gewann er das Großmeisterturnier in Rostock vor David Baramidze und Uwe Bönsch. 2003 gewann er mit der deutschen Nationalmannschaft den Mitropa-Cup in Pula, insgesamt nahm er fünfmal am Mitropa-Cup teil. Bei der Schacholympiade 2008 in Dresden spielte er an Brett 3 der 3. Mannschaft des Deutschen Schachbundes.
1999 wurde er vom Weltschachbund FIDE zum Internationalen Meister ernannt, 2005 zum Großmeister. Die Großmeisternormen erfüllte er im August 2001 beim Pyramiden-Frankencup in Fürth, in der deutschen Schachbundesliga 2003/04 und im November 2003 bei der Offenen Internationalen Bayerischen Meisterschaft in Bad Wiessee.
Er ist A-Trainer des Deutschen Schachbundes und war von März 2019 bis November 2020 Kapitän der deutschen Frauennationalmannschaft.
Naumann ist von Beruf Apotheker.